# Глобус (часопис)
Глобус: часопис за педагошко-методска питања и унапређење наставе географије је научни часопис у издању Српског географског друштва. Излази једном годишње од свог настанка 1969. године. Један је од најцитиранијих часописа који се тичу ове науке.

## О часопису
Часопис је почео да излази 1969. године једном годишње. Имао је прекид у излажењу од 1985. до 1992. године. Наставници географије су дуги низ година тражили да се покрене часопис који би се бавио наставно-методским питањима. Основни задатак Глобуса био је унапређење и развијање наставе географије у основним и средњим школама. У часопису су објашњавани важнији и мање познати стручни термини и појмови. Писано је о актуелним темама, вестима и занимљивостима из Југославије и света.

### Тематика
Часопис се бави методолошко-теоријским темама из географије, као и методиком и дидактиком наставе. Бави се актуелним темама, вестима и занимљивостима из целог света.

#### Рубрике
У рубрици Наставна пракса су објављивани радови наставника географије из основних и средњих школа. Идеја је да се пренесу искуства наставника који су укључени у наставу географије. Новија научна сазнања омогућавају наставницима да држе корак са савременим достигнућима. У Хроници се објављују in memoriam вести као вид одавања признања особама које су дале допринос у географији и сродним дисциплинама.
- Наставна пракса
- Новија научна сазнања
- Вести и занимљивости
- Хроника

### Промена поднаслова
Током година је мењао поднаслове. Године 1998. почиње да излази и на српском и на енглеском језику до 2016; од 2017. излази поново само на српском језику, да би од 2020. године поново почео да излази билингвално (на српском и енглеском језику).
- Часопис за географска дидактичка и методолошка питања од броја 11 (1979)
- Часопис за методолошка и дидактичка питања географије од броја 18/19 (1994)
- Часопис за методолошка и дидактичка питања географије = Journal for methodological and didactical questions in geography (излази и на српском и на енглеском језику, од броја 23 (1998))
- Часопис за методолошка и дидактичка питања географије од броја 42 (2017)
- Часопис за методолошка и дидактичка питања географије = Journal for methodological and didactical questions in geography (излази и на српском и на енглеском језику од броја 45 (2020))

## Уредници
Током година су се мењали уредници.
- 1969 - 1978. Јован Илић
- 1979 - 1984; 1993 - 2011. Мирко Грчић
- 2012 - и данас Мирољуб Милинчић